# Brightlingsea
Brightlingsea är en stad och en civil parish i Tendring i Essex i England. Orten har 8 146 invånare (2001). Byn nämndes i Domedagsboken (Domesday Book) år 1086, och kallades då Brictricseia / Brictesceseia.